# عصيموت
عصيموت هي قرية لبنانية من قرى قضاء الضنية في محافظة الشمال.